# Christopher Ranck
Christopher Ranck, właśc. dr inż. Johann Christoph Otto Ranck (ur. 6 czerwca 1869 w Stade, zm. 24 maja 1951 w Hamburgu) – niemiecki architekt i urbanista, naczelnik Wydziału Budownictwa w Hamburgu. Autor rozprawy doktorskiej Das Hamburger Bürgerhaus. Seine Bau- und Kunstgeschichte, Hamburg 1911 (wspólnie z Albertem Erbe) na Uniwersytecie technicznym w Berlinie, a także opracowania pt. Zarys przygotowawczy i program ogólny planu zabudowy Łodzi i okolic oraz planów zabudowy miasta w 1917 r.
W 1916 r. został zaproszony przez stojącego na czele Rady Miejskiej w Łodzi, nadburmistrza Leopolda Skulskiego w celu pełnienia funkcji miejskiego radcy budowlanego. Na potrzeby pełnienia swojej funkcji opracował w 1917 r. Zarys przygotowawczy i program ogólny planu zabudowy Łodzi i okolic oraz planów zabudowy miasta zwany Planem Rancka, a także Planem zabudowania dla miasta Łodzi. Plan Rancka obejmował politykę komunalną, mieszkaniową, przebieg sieci wodociągowej i kanalizacyjnej, Ranck uważał także, że konieczna jest budowa lotniska oraz wyznaczenie dzielnic przemysłowych w południowo-wschodniej części Łodzi. Podkreślał konieczność utrzymywania terenów zielonych w mieście, które chciał połączyć szlakami konnymi wzdłuż cieków wodnych. Plan obejmował również przebieg kanalizacji, wodociągów, politykę komunalną i mieszkaniową. Ranck planował również utworzenie nowej osi drogowej Wschód-Zachód w śladzie ówczesnej ul. Głównej (dziś: al. Piłsudskiego), a także nowej osi w śladzie współczesnej ul. Małachowskiego, a także przebicie ul. Targowej do skrzyżowania ulic: Źródłowej, Brzezińskiej (dziś: ul. Wojska Polskiego) i Marysińskiej. W 1918 r. Ranck wyjechał z Łodzi i wrócił do Niemiec, a jego prace kontynuował współpracownik Adolf Goldberg, który również wkrótce zrezygnował z pracy w wyniku nieporozumień z władzami.
Po powrocie do Hamburga realizował liczne budynki oraz koszary, które współcześnie stanowią obiekty zabytkowe.
Po sporządzeniu przez urbanistę Jerzego Michalskiego w 1930 r. planu regulacyjnego dla Łodzi, poprawionego przez prof. Tadeusza Tołwińskiego, poproszono Christophera Rancka o zaopiniowanie planu, ten uznał, iż plany te są niemożliwe do realizowania. Krytycznie wypowiadał się również o planach wyburzeń pierzei zabudowy w celu poszerzenia ulic, uznając, że te zdegradują tkankę miejską.